# 景山粛
景山 粛（かげやま しゅく、安永3年（1774年） - 文久2年5月3日（1862年5月31日））は日本の医師、儒者、教育者。号は仙嶽、通称は立碩。

## 経歴
伯耆国会見郡中野村（現在の鳥取県境港市中野町）の農家七右衛門の子として生まれる。叔父義春の養子となって木島家を継いだ。義春は智正とも称し、立碩と号し医学を京の木島（このしま）氏に学んだ名医だった。
文化年間に京の服部大方に学び、帰郷して医業の傍ら塾を開いて子弟を教育した。伯耆国一円、さらに出雲国、隠岐国からも塾生が集まったという。私塾から景山龍造・門脇重綾・佐善元立・松本古堂・今小路範成・富田織部ら幕末・維新期に活躍した多くの志士たちを輩出した。
文久2年（1862年）に没した。戒名僊岳院大圓高徳居士。墓は境港市中野町正福寺の北側景山家墓地にある｡

## 家族

### 景山（蔭山）家
（鳥取県境港市中野町）
中野村（現在の境港市中野町）には景山姓が多い。同族は近在に多くある。景山氏は尼子氏の遺臣･景山道観の末裔と伝えられる。郷土資料によると、もと“蔭山”を11代の義春から“景山”と改めた。初代木島立碩（景山義春）は長三郎の子として生まれ、京の木島氏（このしまし）に医を学んだ。木島を称するのは師の顧命によるものであり、子がなかったので甥の粛を養子にした。粛は文化年間に京の服部大方に学び、帰郷して文政の頃より医家のかたわら私塾を開いて子弟に教えた。粛の私塾に学んだ人たちの中から幕末・明治維新に多くの志士が輩出した。粛の子龍造は、江戸の梁川星巌に学び、京の三条実万に仕え、のち鳥取藩の学館教授となった。景山塾出身の志士たちとともに、激動の維新史に大きな足跡を残した。龍造の長男道遠は、明治5年（1872年）境郷校開設の時、初代校長を務め、明治8年（1875年）皇漢学所の教授となり、明治10年（1877年）京都府師範学校に転じ、明治12年（1879年）に帰郷した。

## 人物像

### 家富み徳また高し
粛は中野村の自宅で開業し診療を行っているが、景山家は相当の地所を持つ裕福な家であった。その治療に関しては薬価報酬は強要せず、患家のなすがままにまかせたといわれる。また平素医療と教授の忙しい毎日であったが、乞われれば夜半でも往復して書を講ずるなど、業務も塾の教育も熱心かつ勤勉であった。

## 史料

### 初代木島立碩墓碑
- 粛が養父(初代)立碩のために「先考石碑銘并序」を次のように刻んでいる。

先考氏景山、名義春、字立碩、粛之考七右衛門者其兄也、父称長三郎農夫也、性剛毅而有奇才、聞善若驚疾悪如讐、以節倹治家致貨以恵子孫、甫弱冠有高志、傷世多夭横、乃学医京千木嶋子、敏悟之質夙極其秘薀頗精干瘂科治方之活桟(中略)

### 影山日記
- 時に寛政六（一七九四）寅歳、先年の語り伝へ知るし置。大家と言は、先年後醍醐天皇様御こしかけ遊ばされ候家也。之により大家と言。大家の先祖影山道くわんと言人也。又与次郎・与三郎・伊三郎と言名は有けれ共、先後は知れず大家の家、是迄凡弐拾代と言る也(下略)

### 家譜・景山道遠家
- 先祖は景山道観と申候者に御座候。道観より道遠父立碩迄世々伯耆会見郡中野村え住居仕り同族も数多蔓延仕り居り申候後鳥羽帝隠岐え御遷幸之節、御宿申上候事村之故老申伝居候得共、元禄元年焼失之刻家譜類残らず焼失仕り候由(下略)

## 関連人物
- 池淵家
- 門脇重綾
- 佐善元立
- 松本古堂
- 今小路範成
- 富田織部